# Duk haan yum cha
Duk haan yum cha (得闲饮茶S), noto anche con il titolo internazionale I'll Call You, è un film del 2006 co-scritto e diretto da Chi Chung-lam.

## Trama
Chan Wai-man è un giovane ingenuo e dal carattere dolce che si innamora di Vivian, avvenente (ma allo stesso tempo estremamente arrogante) presentatrice televisiva. Lentamente i due riescono a fare amicizia, tuttavia Wai-man è privo del coraggio necessario per dichiararsi: inizia così a chiedere consigli ai genitori e a ogni suo amico sul come poter portare avanti la loro relazione.

## Distribuzione
Ad Hong Kong la pellicola è stata distribuita a livello nazionale a partire dal 23 marzo 2006.